# A370 (Russland)
Die A370 Ussuri ist eine russische Fernstraße im Föderationskreis Ferner Osten. Sie führt von Chabarowsk in südlicher Richtung entlang der Trasse der Transsibirischen Eisenbahn und zunächst dem namensgebenden Fluss Ussuri bis nach Wladiwostok. Sie ist 760 Kilometer lang und Teil der transkontinentalen Straßenverbindung von Moskau nach Wladiwostok. Zwischen Ussurijsk und Rasdolnoje ist sie Teil des AH 6 im Asiatischen Fernstraßen-Projekt, zwischen Chabarowsk und Ussurijsk Teil des AH 30.
Die Straße erhielt die Nummer A370 im Jahr 2010. Zuvor trug sie die Nummer M60.
Im Jahr 2022 hat die Umgehungsstraße von Chabarowsk drei Bundesstraßen – Ussuri (Chabarowsk – Wladiwostok), Amur (Chita – Chabarowsk) und Ost (Chabarowsk – Nachodka), die Straße, die die Landeshauptstadt mit Komsomol am Amur verbindet, sowie die Standorte des Territoriums, das der sozioökonomischen Entwicklung vorausgeht, kombiniert.

## Verlauf
000 km – Chabarowsk, Endpunkt der R297 Amur und der A375 Wostok
027 km – Korfowski
065 km – Perejaslawka
120 km – Wjasemski
220 km – Bikin
350 km – Dalneretschensk
406 km – Lesnoje, Abzweig nach Lessosawodsk (10 km)
432 km – Gornyje Kljutschi (Kurort Schmakowka)
450 km – Kirowski
525 km – Spassk-Dalni
644 km – Michailowka; Abzweig der 05A-192 nach Turi Rog am Chankasee, Beginn der östlichen Umgehungsstraße um Ussurijsk
662 km – Ussurijsk Ende der AH 30, ab hier AH 6; Abzweig der 05A-215 nach Pogranitschny, AH 6 nach Moskau über Harbin (China)
702 km – Rasdolnoje, Abzweig der 05A-214 nach Chassan, AH 6 nach Busan (Südkorea)
720 km – Wolno-Nadeschdinskoje
738 km – Artjom
760 km – Wladiwostok

## Transsibirien-Highway
Die Fernstraße A370 ist Teil des nicht offiziellen Straßennamens des Transsibirien-Highways von Sankt Petersburg nach Wladiwostok.